# Vrbovce
Vrbovce (en hongrois : Verbóc) est une commune du district de Myjava, dans la région de Trenčín, en Slovaquie.

## Histoire
La première mention écrite du village date de 1394.

## Démographie

### Évolution de la population
| Année:               | 1994. | 2004.   | 2014.   | 2024.   |
| -------------------- | ----- | ------- | ------- | ------- |
| Nombre de personnes: | 1622  | 1574    | 1539    | 1405    |
| Différence:          |       | -2,95 % | -2,22 % | -8,70 % |

| Année:               | 2023. | 2024.   |
| -------------------- | ----- | ------- |
| Nombre de personnes: | 1420  | 1405    |
| Différence:          |       | -1,05 % |